# Bathanalia howesi
Bathanalia howesi és una espècie de caragol pertanyent a la família Paludomidae.

## Hàbitat
Viu als aiguamolls i llacs permanents d'aigua dolça.

## Distribució geogràfica
És un endemisme del llac Tanganyika (República Democràtica del Congo i Tanzània).